# Јасеновац и покушај ревизије историје
У литератури о логору у Јасеновцу постоје различити, слабији или аргументованији, покушаји да се подаци о броју жртава прикажу вишим него што то дозвољавају конкретни подаци; али постоје и они који потпуно супротно покушавају приказати Јасеновац искључиво као радни логор у коме није било намерног убијања затвореника.
Током Другог светског рата било је доста различитих извештаја о броју убијених у логору Јасеновац за време постојања логора, непосредно после рата процењује се да је убијено око 500.000 - 600.000 људи, касније се спомиње 80.000 до 100.000 жртава који су наведени по имену и презимену. Треба имати у виду да многи нису наведени на списковима јер о њима нема информација или нема ко да да информације.   С друге стране, 90-их и касније у Хрватској се појављују ревизионистички аутори који су систематски негирали или значајно смањивали усташке злочине и број жртава у Јасеновцу, тврдећи да они не могу бити већи од четвороцифреног броја.  Нарочито са порастом национализма осамдесетих година 20. века, све су учесталије манипулације и пропаганда на обе стране са бројем јасеновачких жртава – претеривање од стране српских националиста и умањивање вредности од стране Хрвата. Историчар Дејвид Брус Макдоналд такође повлачи паралеле између преувеличавања броја жртава Јасеновца и сличног преувеличавања жртава Блајбурга – до милион наводних хрватских жртава, које је Туђман назвао „блајбуршким митом“, како би се обе стране представиле као веће жртве. 

## Потешкоће у одређивању броја жртава
Из Музеја холокауста Сједињених Америчких Држава напомињу да постоје општи проблеми са утврђивањем броја нацистичких жртава, али и жртава усташких логора.  Нацисти и усташе су покушавали да прикрију своје злочине, то су радили тако што нису водили или су систематски уништавали логорске досијее. Тако за највећи логор смрти, Аушвиц, постоје спискови за само 10-ак% јеврејских жртава.  Многе жртве Аушвица су такође спаљиване у пећима логора током рата, а пред крај рата нацисти су систематски откопавали и спаљивали преостале лешеве.  
За Јасеновац постоје сведочења логораша, попут сведочења Милка Рифера, да су усташе после највећих истребљења крајем 1942. године спалиле логорске досијее и да многе жртве нису ни стигле до логора и нису биле евидентиране, али су одведене директно на ликвидацију на Градину и друга стратишта око Јасеновца.  Такође, неколико логораша који су успели да преживе сведочило је о масовној ексхумацији и спаљивању лешева пред крај рата.  Тако је логораш Егон Бергер сведочио да су усташе недељама спаљивале лешеве на четири огромне ломаче у Градини, одакле се ширио добро познати мирис спаљеног људског меса. Команданти логора Филиповић-Мајсторовић и Мило Љубош такође су на суђењима сведочили да је Лубурић крајем рата наредио да се униште сви трагови гробова, и описао како су спаљивали лешеве.  Словеначки форензичари шездесетих година на многим стратиштима пронашли су само „пепео, креч и остатке спаљених костију“    
Неколико логораша је сведочило да су многобројне жртве спаљене током рата у посебно адаптираним Пицилијевим пећима Циглане,  и многе жртве током рата завршиле су бачене у Саву. То је значајно отежавало документовање и процену броја жртава Јасеновца. У многим нацистичким логорима број жртава је поузданије процењен тек деценијама касније, на пример тек 1991. године за Аушвиц, када су пронађени нацистички подаци о броју вагона послатих у Аушвиц, на основу којих су покушали да процене приближан број жртава.  Поименични спискови жртава Аушвица и даље су врло непотпуни, са малим процентом укупних жртава. 

### Питање документације НДХ
Историчар Јозо Томашевић наводи да у документима НДХ постоје огромне празнине које отежавају истраживања, пре свега због њиховог уништавања од стране режима НДХ. У њему се каже да су усташке власти, у последњих пар недеља рата масовно палиле документе, а цео Загреб је заударао на паљевину.  Усташе су током бекства у Аустрију понеле са собом велики део документације НДХ, а потом је спалиле пре него што су биле предане партизанима.  Томашевић наводи да је током његовог истраживања НДХ добио отворени приступ Војном архиву у Београду, као и сличним војним архивима у Енглеској, САД и Немачкој. Међутим, познато је да је од Ватикана, Католичке цркве у Хрватској и одбеглих функционера НДХ било немогуће добити било какву додатну документацију или информацију о НДХ. 
Велики део преостале документације НДХ од данас се налази у Београду, а приступ научника војној документацији је релативно тежак, сматра хрватски историчар Хрвоје Класић.  Историчар Јере Јереб наводи 2020. године да су делови грађе из НДХ тешко доступни, као и да су недоступни делови грађе о раду комисија СПЦ и Недићевих власти у Србији које су се бавиле прихватом српских избеглица из НДХ, а који садрже важне податке о страдањима и другим ратним догађајима у НДХ. Међутим, аутори публикације „Усташка војница“, коју је 2013. објавио Вечерњи лист, наводе да су „обе књиге првенствено засноване на документацији НДХ у Војном архиву у Београду“, а Роман Лељак тврди да је своје књиге о Јасеновцу писао на бази документа који је нашао у Војном архиву у Београду.

### Послератне оцене
У току самог рата, немачки окупациони извори процењују 250.000 (од марта 1943.) до 700.000 српских жртава усташких злочина широм НДХ, док је немачка обавештајна служба Sicherhetsdienst извештавала из Загреба 1943. да су усташе у Јасеновцу ликвидирале 120.000 људи плус додатних 80 у Старој Градишки, а 20.000 у другим усташким логорима.  Прва послератна процена био је Извештај Земаљске комисије за утврђивање злочина окупатора и њихових помагача из 1946. године, према којем се број жртава у Јасеновцу кретао између 500.000 и 600.000 људи. Историчарка Андријана Бенчић наводи да је овај извештај имао методолошке недостатке јер је заснован на сведочењима преживелих логораша, уз опште оцене.  Преживели логораши дали су бројке до 600.000 и више жртава, Иво Голдштајн пише како нису могли да дају поуздане процене, јер „ниједан логораш није имао преглед дешавања на читавом простору логорског комплекса, тј. чак и у њеним појединачним деловима“ 
Наредних година тврдње да је у Јасеновцу страдало 600 или 700 хиљада људи су се практично озваничиле, иако их нико званично није изнео. Голдштајн сматра да је већи број жртава био у интересу државе, јер су се захтеви Немачке за ратну одштету заснивали на бројкама укупно процењених жртава. 
Иво Голдштајн, пак, наводи да се поред ових бројки, за које се, посебно након пописа 60-их година, показало да су преувеличане, о Јасеновцу, као и о усташким и четничким злочинима уопште, на пример, ретко, скоро никада, цитирали су мемоаре Рифера, Милише, Цилиге, Фон Хорстенауа и Диане Будисављевић... Власт је хтела да прикаже нацисте и фашисте као главне злочинце, а домаће злочинце као споредне актере. Голдштајн пише да је то учињено и у име званичне политике братства и јединства.  Слично, Адријана Бенчић наводи да „у званичном наративу о рату Југославија није истицала ни идентитете починилаца ни идентитет жртава“, већ је акценат био на антифашистичкој борби партизана. 
Године 1964. спроведен је систематичнији попис који је документовао 59.188 жртава Јасеновца.  Каснији демографи су констатовали да је овај списак био непотпун, да му недостаје око трећине жртава и да је посебно дефицитаран за поједине категорије – на пример, само 1.471 Ром је пописан за Јасеновац,  док су савремене процене говоре о 25.000 ромских жртава. 
Иако је комунистичка власт за време СФРЈ креирала у пропагандне сврхе „истину“ о концентрационом логору Јасеновац, до 1991. није било научних радова на ову тему. С обзиром да каснији покушаји научног приступа да се утврди број жртава јасеновачке трагедије у време комунистичке владавине нису успели да усагласе бројке убијених Срба до којих су научним приступом дошли са бројевима које је захтевала комунистичка пропаганда, научни радови који су се овим бавили били су уредно стављени под ембарго.
Крајем 1980-их година хрватски демограф др. Владимир Жерјавић и српски демограф др. Богољуб Кочовић долазе до сличних резултата о страдању Срба и другог становништва у НДХ, ослањајући се пре свега на податке пописа становништва у Југославији пре и после Другог светског рата. светски рат.
Жерјавић је 1995. године проценио укупно 322.000 српских жртава са подручја НДХ у Другом светском рату (даје се и податак о 192.000 погинулих Хрвата и 86.000 Бошњака на територији НДХ; још 17.000 Бошњака је страдало ван територије НДХ у Санџаку). Од српских жртава, Жерјавић процењује, на основу доступних података, да је њих 105.000 убијено као припадници партизанских и четничких јединица, 25.000 је умрло од пегавог тифуса, 20.000 цивила је страдало у немачком логору Сајмиште код Земуна, а још 45.000 цивила је страдало од руке Немаца, у другим местима Италијани су побили 15.000 цивила, у борбама усташа, четника и партизана преминуло је 34.000 цивила, на разним местима 28.000; око 50 хиљада је убијено у систему логора Јасеновац. Жерјавић процењује да је у Јасеновцу поред тих 50.000 Срба страдало 10.000 Хрвата, 13.000 Јевреја, 2.000 Муслимана и 10.000 Рома, односно укупно око 85.000 људи. 
Спомен-подручје Јасеновац је 2013. године објавило допуњени извештај на основу података југословенског пописа из 1964. године, у којем је било 83.145 жртава, 47.627 Срба, 16.173 Јевреја, 13.116 Рома и 4.255 Хрвата. 

## Поименични пописи жртава

### Спискови званичних институција – ЈУСП Јасеновац и Музеј геноцида
Поименична листа жртава КЛ Јасеновац, коју води ЈУСП Јасеновац у Хрватској, садржи 83.145 имена - 39.570 мушкараца, 23.474 жена и 20.101 деце до четрнаест година.  Списак је састављен на основу поименичног списка жртава Другог светског рата у Југославији из 1964. године и додатног истраживања ЈУСП Јасеновац. При томе су користили стотине различитих извора (књиге, документа, фотографије, изјаве родбине и пријатеља јасеновачких жртава, теренска истраживања и фотографије споменика жртвама фашистичког терора), од којих је 169 наведених у скраћеницама. Списак садржи делове са биографским подацима жртве (презиме, име, име оца, општина рођења, место рођења, година рођења, националност), делове о мучењима (начин смрти, извршилац кривичног дела, година смрти, место мучеништва, логор и назив стратишта где је жртва убијена) и део у коме се наводе извори у којима се помиње свака појединачна жртва појединачно и разлике у појединачним подацима у изворима за сваку жртву.
Музеј жртава геноцида у Београду такође је наставио са радом и до 1997. године њихов поименични списак жртава у Јасеновцу порастао је са 59.188 на 78.163. Драган Цветковић, историчар Музеја жртава геноцида, на основу ревизије података, наводи да је 2019. године у Јасеновцу страдало 130.120 људи, али ти документи нису доступни другим научницима.  Кустос ЈУСП Јасеновац Андријана Бенчић у јуну 2018. са задовољством говори о сарадњи са Музејом жртава геноцида у Београду, а разлику од 40 до 50 хиљада жртава између списка ЈУСП Јасеновац и цифара које је изнео Драган Цветковић приписује додавању стварних жртава логора, који је, међутим, страдао у одређеној околини НДХ; стога он ову разлику сматра „непроблематичном“. 

#### Контроверзе
Године 2017. године часопис „Глас Концила“ објавио је интервју са др. Николом Банић, у којој он износи своја запажања о листи ЈУСП Јасеновац, и тврди да се списак стално мења, те је организацији безуспешно писао о озбиљним грешкама у том списку. Интервју су дали новинару Томиславу Вуковићу, који је и сам годинама писао бројне текстове у којима покушава да ревидира информације о логору Јасеновац. 
Андриана Бенчић, кустос у Јасеновцу, наводи да све институције Холокауста у свету и даље стално мењају своје листе како би биле доследније.  Грешке су неминовне, посебно у овако великом попису становништва, који се из разних извора прикупљао 75 година. Други спискови жртава Холокауста имају далеко више аномалија,  и на пример само 10% јеврејских жртава Аушвица је наведено по имену и презимену, а остали су непознати.  Историчар Горан Хутинец истиче да и на јасеновачком списку недостаје много жртава, посебно Рома и ромске деце, јер је на листи ЈУСП само 16.000 ромских жртава, док историчари данас процењују 25.000 до 27.000 Рома жртава усташког геноцида.  Осим тога, Банићев рад су критиковали и други научници. 

### Списак Хрватске државне комисије 90-их и контроверзе
Године 1992. Република Хрватска је основала Државну комисију за утврђивање ратних и послератних жртава Хрватске. Историчар Владимир Гајгер наводи да је Комисија, уз „пристрасну подјелу људских губитака на пожељне и непожељне, навела само 2.238 жртава логора Јасеновац и само 293 јеврејске жртве у Хрватској, а такав приступ објашњава чињеницом да постоји неколико опсежних спискова јасеновачких жртава“, објашњава „такав приступ чињеницом да постоји више опширних спискова јасеновачких жртава, као и да постоје опширни спискови у Јеврејској општини у Загребу и загребачком Хрватском државном архиву“. Гајгер је 2013. написао да то „није тачно, јер је до тада једини систематски списак јасеновачких жртава био поименични списак Комисије за попис жртава југословенског рата из 1964. године“. У истом  раду Гајгер додатно наводи да је Комисија за утврђивање ратних и поратних жртава РХ од 1992. до 1999. године обратила пажњу на податке о људским губицима Хрватске и БиХ у Другом свјетском рату и своје последице у свом раду.пре свега Хрватима, а углавном онима који нису били уврштени у претходне спискове људских губитака Хрватске (и Босне и Херцеговине) у Другом светском рату, а остали су само успут наведени " ; те стога говори о „кроатоцентричном и селективном приступу листи“.  Гајгер указује да рад Комисије није завршен до њеног укидања 2002. године, што се види, на пример, из чињенице да се у њеном раду наводи 13.300 људи који су изгубили живот на Блајбургу и на Крижном путу 1945. године, иако према садашњем стању сазнања о овим историјским догађајима сматра да је број жртава тих догађаја вишеструко већи него само из редова Хрвата. 
Вице Вукојевић, ХДЗ-ов политичар и први председник, а потом и члан Комисије за утврђивање ратних и послератних жртава РХ, објаснио је 2015. да је „идеја Комисије за жртве Другог светског рата била навести све жртве у Хрватској које су погинуле у Другом светском рату али и након завршетка Другог светског рата, поћи од података Земаљске комисије, не спорити податке Земаљске комисије, али додатно навести оне жртве које због идеолошких критеријума нису уврштене на списак Националне комисије“; додајући да су у комисији из времена комунизма пописиване само жртве народноослободилачке борбе, а да нису наведени ни војници НДХ ни цивилне жртве рата које се не могу сматрати жртвама режима НДХ.  Као председник „Почасног блејбуршког вода“ Вукојевић је на дан сећања на жртве Холокауста 2009. године, према речима једног новинара, изнео своје тврдње о Јасеновцу конкретно, односно да су „јасеновачким логором управљали Јевреји“, држава је дала само стражу, а постоји уговор између владе НДХ и Јеврејске општине Загреб о финансирању управе тог логора”.  Одговарајући на тај медијски текст, Вукојевић је истакао да он уопште није био говорник на том догађају, те да је новинарка у приватном разговору погрешно пренела Вукојевићеве речи. Одговарајући на тај медијски текст, Вукојевић је навео да је новинару у приватном разговору објаснио „да су постојале две логорске управе, једна усташка коју је водио Макс Лубурић и друга логорска управа коју су водили представници логораша“. „Увек сам сматрао да основна кривица за дешавања у логору сносе они који су га основали и њиме управљали, а потом и део логораша који је прихватио учешће у унутрашњој управи, односно сарадњи са усташком управом, који су злостављали и убијали суграђане у логору“, додао је Вукојевић у реаговању. 

### Списак „Института за истраживање Јасеновца“
На страницама „Института за истраживање Јасеновца“, са адресом у Бруклину у Њујорку, који нема никакве везе са Спомен подручјем Јасеновац (ЈУСП) у Хрватској, иако спискови обе институције за основу узимају јавно објављен Југословенски списак жртава Другог светског рата 90-их година. светског рата на антифашистичкој страни из 1964. године – објављен списак са 647.122 жртве; списак не садржи податке о месту погибије.  Наслов странице са списком је Југословенске жртве рата у Другом светском рату, а у првом пасусу стоји да је то списак од 647.000 ратних жртава из целе ратне Југославије. Касније су на истој станици писали „да је ’Републичка комисија Хрватске за утврђивање злочина окупатора и њихових сарадника’ јавно објавила податке о 600.000 жртава система логора смрти НДХ, у којима је Јасеновац био главни“.  Сама комисија је тада, 1945. године, прогласила да је то процена и није објавила никакав списак, а како пише Истраживачки институт Јасеновца, њихов списак је каснији списак ратних жртава из целе Југославије, а не жртава Јасеновца.
На другој страници, која се не позива на списак, ЈРИ наводи да се „процене укупног броја“ убијених у Јасеновцу наводно „крећу од 300.000 до 700.000“, додаје се да је „у последњем тренутку, јануара 1945. из логора одведено 50.000 затвореника који су могли да ходају”, да је „само у периоду од априла 1941. до средине августа 1942. године убијено преко 600.000 Срба у најбруталније замисливе начине“, да је само на локалитету Градина у оквиру Јасеновца „према форензичким подацима убијено 360.000 жртава“, и да се „логор смрти Јасеновац не сме дозволити да буде уништен претварањем административних граница у међународне границе“.
За разлику од тврдњи тог института, Јавна установа Спомен-подручја Јасеновац у Хрватској наводи 83.145 жртава,  док Меморијални музеј холокауста Сједињених Држава у Вашингтону, наводи да се процене броја жртава у Јасеновцу крећу од 77.000 до 104.000. 

#### Контроверзе
Владимир Гајгер тврди да се на списковима жртава Јасеновца налазе „.понекад они који су изгубили животе од стране западних савезника и партизана, у другим временима и/или на другом месту и/или на други начин... Међу жртвама логора Јасеновац, дакле, налазимо оне који су погинули у савезничким бомбардовањима, оне који су погинули у бекству у Ел Шату и у јужну Италију, затим људе које су убиле немачка и италијанска војска, као и жртве четничких покоља, и партизана погинулих у борбама на Неретви и Сутјесци, па и оних који су погинули као усташе". 
За ове тврдње, Гајгер 2011. наводи радове Марице Каракаш Обрадов и Мила Прпе из 2008. и 2011. године, које су обојица писали о листи коју је објавио „Институт за истраживање Јасеновца” у Њујорку, на чијим страницама се може се разумети, пише да то заправо није списак жртава Јасеновца – у коме је наводно било преко 600 хиљада мртвих, већ списак са 647 хиљада жртава Другог светског рата из целе Југославије, од Словеније до Македоније.  
Ловро Крнић је 2016. године напао Славена Летицу да је намерно понављао „лако доказиву лаж“, позивајући се на листу „Института за истраживање Јасеновца“. Године 2011. у „Слободној Далмацији” је изричито написао да критикује листу „Институт за истраживање Јасеновца”.    Крнић напада Летицу да лажно тврди да се на списку жртава логора Јасеновац наводно налази 160 жртава Ел Шата само из његове родне Подгоре, када је на сајту Истраживачког института Јасеновац изричито написано да је то списак жртава из свих над Југославијом (ова белешка на сајту ЈРИ није посебно јасно написана, а писана је уз даље напомене из којих се може разумети да је у Јасеновцу заиста било преко 600.000 жртава ), па је јасно да укључује и жртве Ел Шате и стотине хиљада других који нису страдали у Јасеновцу. Ловро Крнић наводи и да на стварном списку ЈУСП Јасеновац у Хрватској нема жртава Ел Шате и сматра да се Летићевом манипулацијом покушава демантовати праве жртве Јасеновца. 
Гајгер истиче да се чак и у научној литератури често погрешно цитира да је српски демограф Богољуб Кочовић проценио да би у Јасеновцу страдало 70.000 људи (Кочовић се није бавио проценама оних који су страдали на појединачним кланицама) и оцењује да је хрватски демограф Владимир Жерјавић искористио је своје процене о броју жртава које је Јасеновац дао „произвољно”. Гајгер напомиње да је југословенски попис из 1964. године, који је узет као основа за разна каснија истраживања пун особа чији су подаци наведени непотпуно, чак и само као "НН" или унети више пута; „стовремено, као жртве логора Јасеновац и Стара Градишка, много је и оних који су прошли кроз те логоре, али су живот изгубили на другом месту. “   Гајгер наводи и да „несумњиво, у списку из 1964. године нису наведени они за које нико није могао да пружи податке, а не ради се само о Ромима“. 

## Манипулација бројем жртава
У наставку су наведене различите процене броја жртава логора Јасеновац из различитих извора, укључујући и оне са повећањем или смањењем броја жртава:  
| Извор                                                                                           | Јасеновац         | Стара Градишка | Укупно            |
| ----------------------------------------------------------------------------------------------- | ----------------- | -------------- | ----------------- |
| Немачка обавјештајна служба, Зихерхајтсдинст, 1943. из Загреба (процена)                        | 120.000           | 80.000         | 200.000           |
| Државна комисија за утврђивање злочина НКОЈ-а окупатора и њихових помагача, 1945. (процена)     | 600.000           | -              | 600.000           |
| Земаљска комисија за утврђивање злочина окупатора и њихових помагача, 1946. (процена)           | 500.000 - 600.000 | -              | 500.000 - 600.000 |
| Земаљска комисија за утврђивање злочина окупатора и њихових помагача, 1947. (поименични списак) | 15,792            | 2.927          | 18,719            |
| Н. Николић, 1948. (процена)                                                                     | 600.000 - 700.000 | -              | 600.000 - 700.000 |
| Енциклопедија Лексикографског завода, 1958. (процена)                                           | 500.000 - 600.000 | -              | 500.000 - 600.000 |
| Енциклопедија Лексикографског завода, 1959. (процена)                                           | 350.000           | -              | 350.000           |
| Комисија за списак ратних жртава Савезног извршног већа СФРЈ, 1964. (поименични списак)         | 49,602            | 9,586          | 59,188            |
| Војна енциклопедија, 1967. и Енциклопедија Југославије, 1971. (процена)                         | 600.000           | 75.000         | 675.000           |
| А. Милетић, 1986/1987. (процена)                                                                | 700.000           | -              | 700.000           |
| М. Булајић, 1988. (процена)                                                                     | 700.000           | -              | 700.000           |
| Ф. Туђман, 1989. (процена)                                                                      | 30.000 - 40.000   | -              | 30.000 - 40.000   |
| Р. Булатовић, 1990. (прорачун)                                                                  | 1,110,929         | -              | 1,110,929         |
| В. Жерјавић, 1992. (прорачун и процена)                                                         | 85.000            | -              | 85.000            |
| Музеј жртава геноцида 1997. (процена)                                                           | 122.300 - 130.100 | -              | 122.300 - 130.100 |
| Музеј жртава геноцида 1997. (прорачун)                                                          | 78.163            | -              | 78.163            |
| Г. Хеинсохн, Лекикон дер Волкерморде, 1999. (процена)                                           | 650.000           | -              | 650.000           |
| Комисија за утврђивање ратних и поратних жртава РХ, 1999. (поименични попис није попуњен)       | 2.238             | -              | 2.238             |
| Спомен-подручје Јасеновац, 2007. (поименични попис)                                             | 59,403            | 12,790         | 72.193            |
| Спомен-подручје Јасеновац, 2013. (укупан број жртава Јасеновца и старе Градишке)                | 83.145            | -              | 83.145            |
| Међународна комисија за утврђивање истине о Јасеновцу, С. Живановић, 2008/2011/2012.            | 700.000           | -              | 700.000           |
| А. Милетић, 2010. (попис и оцена)                                                               | 146.401           | -              | 146.401           |
| А. Милетић, 2011. (попис и оцена)                                                               | 146.248           | -              | 146.248           |
| Роман Лељак, 2018. (процена)                                                                    | 1.654             |                | 1.654             |
| Меморијални музеј Холокауста Сједињених Држава, 2022. (процена)                                 | 77.000 - 104.000  |                | 77.000 - 104.000  |

### Наводно преувеличавање броја жртава
Кустос Јасеновца Андриана Бенчић наводи да су прве процене жртава након рата направљене на основу сведочења преживелих логораша, уз опште процене које су методолошки погрешне, а резултирале су проценама од 500 до 600 хиљада жртава.  Иво Голдштајн пише да су ове бројке постале "скамењене" чак и када су каснији пописи становништва 1960-их показали да су претерани.  Властима је такође било у интересу да прикажу што више жртава, не само у Јасеновцу, већ у целој Југославији, јер су се репарације од Немачке заснивале на овим цифрама. Адријана Бенчић наводи да ликови жртава Јасеновца нису коришћени у хушкачке сврхе, све до успона национализма 80-их година, већ да је послератна власт истицала заједничку партизанску борбу против окупатора и њихових помагача, док је етнички идентитет починилаца и жртава није наглашено.  „Тада је политика односа према прошлости вођена на начин да се прећуткују информације о злочинима који су се десили у циљу стварања братства и јединства“. 
Други писци наводе да се о Јасеновцу за време комунистичке владавине деценијама манипулативно писало у пропагандне сврхе.   Тако Марица Каракаш Обрадов и Владимир Гајгер 2015. пишу да је хрватски историчар Љубо Бобан, који је 1971. писао за Енциклопедију Југославије написао чланак „Усташе” касније је посведочио да су уредници енциклопедије, не питајући га, додали крај његовом чланку који говори о наводних 600.000 жртава Јасеновца, а да су српски историчари током 1970-их и 1980-их говорили о најмање 700.000 убијених у Јасеновцу. 
Анализа средњошколских уџбеника историје из 70-их година 20. века објављених у Југославији показала је да су сви уџбеници посвећивали само параграф или два усташким злочинима, али су постојале значајне разлике у проценама броја жртава. Тако је главни хрватски уџбеник историје из 1970-их имао најнижу процену жртава Јасеновића („хиљаде људи“ у свим усташким логорима), док је у српском уџбенику писало о „стотинама хиљада“, а у босанском уџбенику 800 хиљада жртава.  С друге стране, српски уџбеници наводе жртве само као „невине људе, жене и децу“, без националне идентификације, док хрватски уџбеници наводе да су главне жртве Срби, Јевреји и Роми, а босански додају „антифашистички Хрвати и муслимани“. Починиоци су у свим уџбеницима идентификовани као усташе, злочин је описан општим речима као што је „терор“, без даљих описа. 
Мит о Јасеновцу или Јасеновачки мит је термин којим неки аутори  говоре о пропаганди повећања броја жртава концентрационог логора Јасеновац – посебно броја убијених Срба у том концентрационом логору, који је настао за време СФРЈ. Према овим ауторима, мит је коришћен да би се хрватска државност унутар Југославије и међународној јавности представила као посебно опаки тип национализма који је суштински везан за усташтво и фашизам, и тиме представио Хрватску као највећу претњу опстанку комунистичке Југославије. 
Срби су такође критиковали комунистичку власт, али са супротне стране. Доктор Србољуб Јовановић, који је учествовао у ископавањима у Јасеновцу 60-их година, тврди да су „препреке у комунистичкој држави, после Другог светског рата, биле готово непремостиве. Та земља и њен суверен Тито, који је штитио лажно братство и јединство, чинили су све да сакрије истину о Јасеновцу... Комисија чији сам члан можда не би почела са радом да није било притиска породица погинулих, али и борачких удружења. Оно што је уследило, не кажем да је више пакао, али био је пакао. Када смо дошли до онога што смо добили, све је учињено да се докази сакрију од јавности. Због Јасеновца сам морао да напустим Србију, односно Југославију, и цео радни век проведем у свету носећи главу у торби. " 

#### Прве процене броја жртава непосредно после Другог светског рата
Године 2013. др. Владимир Гајгер из Хрватског института за повијест представља преглед процена,  прорачуна и пописа имена жртава логора Јасеновац са различитим изворима, укључујући и неке настале непосредно након завршетка Другог свјетског рата:
- 800.000 уморних људи, процењује се у пропагандној књижици „Усташки терористички документи: Концентрациони логори“ објављеној 1944. године. у издању часописа Јединствене народноослободилачке фронте Хрватске,
- најмање 600.000 убијених у логору Јасеновац, процена је коју Државна комисија за утврђивање злочина окупатора и њихових помагача Народног комитета ослобођења Југославије (НКОЈ) крајем 1945. износи пред Међународним војним судом у Нирнберг,
- Од 500.000 до 600.000 људи који су изгубили живот у логору Јасеновац, процењује се у извештају "Злочини у логору Јасеновац", који је 1946. године саставила Земаљска комисија за утврђивање злочина окупатора и њихових помагача.
- према појединачним подацима Земаљске комисије за утврђивање злочина окупатора и њихових помагача РХ из 1947. године у логорима НДХ живот је изгубило 25.773 људи са данашњег подручја РХ (дакле, не са територије Босне и Херцеговине, одакле су људи довођени и у Јасеновац); од тога 15.792 у Јасеновцу, а 2.927 у Старој Градишки.

#### Научно истраживање о броју жртава Јасеновца за време СФРЈ
Према најсистематичнијем југословенском попису, који је 1964. год. коју је сачинила Комисија за списак ратних жртава Савезног извршног већа СФР Југославије, у логору Јасеновац страдало је 59.188 људи, а у Старој Градишки још 9.587, од чега 33.944 Срба, 9.044 Јевреја, 6.54 и 1.471 Рома. Тај списак није дао „очекивани број“, па је био под ембаргом и до краја комунистичке владавине уопште није спомињан: подаци из тог забрањеног статистичког истраживања објављени су тек 1997. године. (збирни подаци у Музеју жртава геноцида у Београду) и 1998. (комплетан списак, у Бошњачком институту у Сарајеву). На основу неколико студија које су хрватски историчари објавили у периоду 2008-2013, др. Владимир Гајгер са Хрватског института за историју наводи да у називима података Комисије за попис ратних жртава СИВ СФР Југославије из 1964. године, као жртава логора Јасеновац, налазимо и људе који су несумњиво изгубили живот током Другог светског рата.
За ове тврдње Гајгер 2011. наводи радове Марице Каракаш Обрадов и Мила Прпе из 2008. и 2011. године, који су заправо обоје писали о једном другом списку, који је објавио „Институт за истраживање Јасеновца” у Њујорку. Тај институт у Њујорку нема никакве везе са Спомен-подручјем ЈУСП Јасеновац у Хрватској; а на страницама самог „Института за истраживање Јасеновца“ изричито стоји да то није списак жртава Јасеновца, већ списак ратних жртава из целе Југославије, од Словеније до Македоније. Упркос томе, у истом стилу, Славен Летица и остали су наставили да понављају ове доказиве лажи, односно цитирају исти списак Института за истраживање Јасеновца, да би лажно тврдили да се на јасеновачком списку наводно налазе жртве Ел Шате и тако кроз смишљену манипулацију минимизирали и негирали жртве Јасеновца. 
Историчар Антун Милетић, који је из Београда писао о концентрационом логору Јасеновац за време Југославије и после њега, тврдећи да је број жртава логора Јасеновац вероватно око 700.000, успева утврдити у 2010/11. години 80.192 поименично идентификоване жртве и још најмање 66.056 жртава чија имена нису позната. 
У свом научном раду из 2019. године А. Бенчић указује на чињеницу да је Фрањо Туђман, као историчар, покушао је да пише о Јасеновцу почетком осамдесетих година 20. века, а његов покушај да изнесе податке заснивао се на званичном југословенском попису жртава из 1964. (који је био под ембаргом до краја комунистичке владавине) резултирало је да је Туђман осуђен на три године затвора.  Томашевић, пак, наводи да Туђман није дао никакво објашњење за своје тврдње, а свесно је погрешно протумачио податке пописа из 1964. године, па се Туђманове тврдње о Јасеновцу „са сигурношћу могу одбацити“.  Амерички историчар Макдоналд пише да је Туђман систематски умањивао не само жртве Јасеновца, пре свега српске, већ и кривицу усташких убица и значајно умањивао жртве Холокауста широм Европе, што је изазвало бурне критике широм света. 

#### Фалсификовање података о броју жртава током распада Југославије
Од осамдесетих година 20. века, са јачањем националистичко-шовинистичких идеологија и њихове политике спровођења, политизација и манипулација Јасеновцем све је присутнија. Српски националисти су додатно преувеличали број жртава на милион људи и стварали оптужницу против Хрвата за геноцид.  С друге стране, умањивањем и негирањем жртава сугерисана је слика Јасеновца као радног логора за интернирање само политичких противника режима, чиме је директно рехабилитована геноцидна политика усташке НДХ. 
Голдштајн пише да је пет књига Милана Булајића и других аутора сличне политичке оријентације карактеристично за опсесивно преувеличавање јасеновачких жртава.  Тако Александар Јовановић оптужује Тита и Стеву Крајачића да су „србомрсци“ и да је „документација која је постојала у НДХ, иначе оскудна, уништена, а оно што је остало докрајчено у Брозовој Југославији. Другим речима, све што компромитује КПЈ и Хрватску морало је да нестане“. Све ово доводи до идеје о „ватиканско-брозовом сценарију“ усмереном против Срба и тврдњи да су „усташе у Јасеновцу имале извесно упориште и ослонац у врху партизанске команде Југославије, где не може не сумњати у Јосипа Броза“. 
Након што је Владимир Дедијер, у својој књизи „Историја Југославије“ из 1972. године, акције Аустроугарске, Албанаца на Косову и Хрвата против Срба назвао геноцидом, при Српској академији наука и уметности је основан „Одбор за геноцид“ 1986. на којој су одржани скупови научника, на чијим скуповима се понављала процена о 700.000 мртвих у Јасеновцу. У расправу је највише укључен академик Василије Крестић, и то у тексту „О генези геноцида над српским народом у НДХ“ који је објављен 15. септембра 1986. године, односно непосредно пре објављивања Меморандума САНУ којим је Српска академија наука и уметности даје концептуалну основу за вођење српске политике у очекиваним превирањима у Југославији, говори о „нетрпељивости према Србима у Хрватској, која се у Другом светском рату претворила у један од најстрашнијих геноцида у историји човечанства“, при чему Крестић уверава да је могуће „доказати постојање, у последња три века, нетрпељивости, па мржње, као и планова за уништење српског народа“, те да се без оклевања може закључити да чекао се повољан тренутак да „на најстрашнији начин, клањем, вешањем, стрељањем, глађу, распећем, исељавањем итд се могу заувек ослободити Срба. Како у Првом светском рату нису успели, стрпљиво су чекали Други. Искористили су прилику која им се указала колико су могли, дугорочно формирање геноцидне идеје у појединим подручјима хрватског друштва није имало тако уску већ прилично широку основу, био је дубоко укорењен у свести многих генерација." 
Дописни члан САНУ, писац Петар Џаџић у књизи "Нова усташка држава?" из 1990. чији су делови објављени у наставцима током априла и маја 1990. у веома читаном „Политикином свету” износи „тезу” о „геноцидној опсесији српским народом” која се „обликовала” међу Хрватима у другој половини 19. века, а логор у Јасеновцу користи као кључни аргумент за доказивање геноцидности Хрвата. Академик Добрица Ћосић је у својим говорима тврдио да је „српска судбина у Хрватској током рата геноцид, а у социјалистичком миру – дискриминација и асимилација “. 
Председник Председништва бивше СФРЈ Борисав Јовић упутио је 1992. године генералном секретару УН Бутросу Бутросу Галију Меморандум Председништва о геноцидној политици Хрватске према српском народу у Западној Славонији, где је наводи се да се „фашистичка, нацистичка и геноцидна политика хрватских власти према српском народу у административним границама Републике Хрватске понавља након пола века". Борислав Јовић, непосредно пред избијање рата у Хрватској 1991. године, изнео је своје виђење тренутне ситуације између Срба и Хрвата: „У Другом светском рату српски народ је страдао у НДХ. Од скоро три милиона становника остало је два милиона. Имајући у виду историјско искуство, клање и масовна стрељања, само на једном месту је убијено 700 хиљада људи, српски народ се веома плаши такве политике и апсолутно не може да је прихвати. Пошто би се нашао у положају националне мањине, уверен је да би врло брзо нестао. И то је главни узрок проблема. Чим је Хрватска изјавила да се отцепљује од Југославије, српски народ у Хрватској је изјавио да се отцепљује од Хрватске и настали су међунационални сукоби. Моје дубоко уверење је да се Југославија не може распасти на тај начин - 'мирно', јер је немогуће пронаћи праву етничку границу међу народима, тим пре што Хрватска не прихвата никакву промену границе." 
Промоцији јасеновачког мита о најмање 600.000 страдалих Срба само у Јасеновцу у великој мери је отежано истраживање о броју жртава на територији Југославије које је спровео српски демограф Богољуб Кочовић (који је објавио књигу „Жртве Другог светског рата у Југославији“ 1985. године) и хрватски демограф Владимир Жерјавић (који је током 1980-их и раних 1990-их објавио више научних радова на исту тему), и Милан Булајић, бивши директор Музеја жртава геноцида у Београду. Булајић је, поводом објављивања своје књиге „Усташки злочин геноцида и суђење Андрији Артуковићу 1986. године“ 1989. изјавио да је и након 44 године постојања СФРЈ број мртвих није утврђен, са осудом констатује да је „Жерјавићевом студијом питање постављено на начин да уопште остају питања о жртвама Другог светског рата. После рата изашли смо пред свет са милион и 700 хиљада жртава и на основу тога покренули питање репарација. Булајић истиче да је проблематично то што је на територији Југославије, „по Жерјавићевим речима, убијено 216 хиљада у свим логорима, а ако се узме у обзир да је било петнаестак логора на територији НДХ, а још више у Србији, Македонији и другим деловима наше земље, шта онда у актуелним расправама пада на Јасеновац?" На научном скупу „Страдање Југословена у Другом светском рату“ одржаном у Јасеновцу од 25. до 27. октобра 1989. године. Булајић понавља своју критику Жерјавићевог рада, уз аргумент да је „цифра од 1.706.000 изгубљених живота поднета Међународној комисији за репарације у Паризу и Међународном војном трибуналу у Нирнбергу званична оцена наше земље коју су подржали наши челници, и зато се мора поштовати". Поводом својих тврдњи, Булајић се сукобио и са хрватским историчарем/публицистом Славком Голдштајном, који је инсистирао да, на основу демографских истраживања, број убијених у Јасеновцу никако не може бити већи од 110.000. 

### Српска страна
Фрањо Туђман у својој књизи „ Беспућа повијесне збиљности" (1989) пита "нема ли систематско преувеличавање јасеновачког мита за циљ стварање црне легенде о историјској кривици целог хрватског народа, за коју тек треба да се испашта?".
Израелски социолог Леа Давид је 2013. године на основу истраживања у савременој Србији установио да се тамо и уз подршку државе организује дугогодишња кампања потцењивања Холокауста у Србији, уз истовремено стављање Срба на место жртава Холокауста, пре свега коришћењем наратива о Јасеновцу. Леа Давид каже: „... у Србији се прича о холокаусту не промовише као начин суочавања са кршењем људских права, већ као средство за побољшање имиџа Србије, а у домаћој употреби само у сврху потпиривања српског национализма. Холокауст се памти као пука позадина на којој се страдање српских жртава контекстуализује као равноправно са Јеврејима и у циљу оправдавања десничарског погледа на свет који је довео до ратова 1990-их“ 
Председник Републике Србије Томислав Николић на комеморацији одржаној на босанској страни Саве код Јасеновца у мају 2016. говори о 700.000 жртава Јасеновца, од којих је 360.000 наводно завршило у јамама на босанској страни Саве. Изјавио је: „ Ми смо данас жигосани као зликовци, а зликовци добијају ореол жртава. “ 
Председник Републике Српске, Милорад Додик је 2017. године у априлу изјавио да је у јасеновачком логору убијено 500.000 Срба, додајући да је управо због злочина у Јасеновцу касније створена Република Српска.  Додик је у августу 2018. поновио своју тврдњу. 
Цариградски патријарх Вартоломеј Први изјавио је током посете Јасеновцу у септембру 2016. да је у том усташком логору током Другог светског рата страдало више стотина хиљада Срба, а у православној литургији је поменуто око 700.000 српских жртава, на шта је реаговала је Колинда Грабар Китаровић, са изјавом да се мора престати са манипулацијом бројем жртава. 
Поводом чланка Дејвида Голдмана у Јерусалем Посту из августа 2021. године, у којем је аутор упитног идентитета износио ревизионистичке тврдње о броју жртава у логору Јасеновац, као и оптужбе на рачун угледних историографа који се опиру покушајима историјског ревизионизма, Министарство спољних послова Републике Србије, реаговало је и говорило о „стотинама хиљада жртава логора“ у Јасеновцу. 
Од три уџбеника историје за 8. разред основне школе који су коришћени у Републици Србији 2010. године, један говори о 600.000 убијених, други од 500.000 до 600.000, а трећи о 73.000 „до сада евидентираних“ жртава логор Јасеновац. 

### Хрватска страна
Историчар Макдоналд наводи да је један од главних аспеката хрватског национализма био покушај рехабилитације НДХ.  Писање хрватске дијаспоре било је проусташко, док су званични хрватски извештаји из 90-их умањили значај злочина НДХ.  Министарство знаности и технологије РХ је 1995. године финансирало хрватско издање мемоара Диде Кватерника, једног од оснивача Јасеновца и других логора смрти у НДХ. Књига обилује описима „дворског живота“ у Павелићевом кругу, изостављајући било какве злочине које је починио управо тај режим.  Кроз систематско прикривање почињених злочина, такви извори су најгоре ратне злочинце приказивали као „хероје“ који су само желели да створе независну државу. Макдоналд наводи да је Туђман желео да добије финансијску и политичку подршку проусташке дијаспоре, па је због тога негирање усташких злочина постало систематски део политике 90-их година 
Касније Туђман игра значајну улогу у смањењу броја јасеновачких жртава. Додатна смањења стигла су од Државне комисије за утврђивање ратних и поратних жртава, која у свом извештају из 1999. године наводи само 2.238 жртава Јасеновца.  Хрватски уџбеници 90-их нису давали никакве бројке за жртве Јасеновца, а док су говорили о злочинима над Србима, правдали су то српском предратном хегемонистичком политиком и четничким злочинима. Изједначили су и хрватске жртве Јасеновца са далеко великосрпским, а посебно су помињали само Хрвате заточене у Јасеновцу, попут Владека Мачека и других. 
Појавила се и читава група хрватских историчара и историчара аматера, који су систематски негирали или значајно умањивали жртве Јасеновца, тврдећи да је то само „радни логор” у коме није било масовних убистава.  Црква и хрватска држава одиграле су важну улогу у умањивању и негирању Јасеновца, холокауста и усташких злочина.  Глас Концила је објављивао фељтоне и чланке оних који су порицали злочине попут Романа Лељака,  Игора Вукића и др.  Црква је учествовала и у промоцији књига тих људи.  Хрватска држава финансира Друштво за истраживање тројног логора Јасеновац  чији су припадници, према Гајгеру, међу главним клеветницима Јасеновца.  Они су добили и форум за ширење својих тврдњи, на хрватској државној телевизији. 
У "игри бројева" хрватски националисти су истовремено увелико повећали број блајбуршких жртава на милион, што је 5 пута више од укупног броја свих хрватских жртава на свим странама током рата и после рата (односно 192.000 према процени демографа Жерјавића, од чега 40.000 жртава Блајбурга, углавном војника НДХ). Циљ ове пропагандне глорификације блајбуршких жртава био је да се хрватска страна прикаже као највећа жртва. 
Такође, хрватска држава је деведесетих година 20. века финансирала памфлете писаца који су покушавали да релативизују јасеновачки и усташки геноцид и прикажу Србе као „геноцидни народ“, уз тврдње да су српске власти извршиле Холокауст у Србији, када су према свим западним и нацистичким изворима сви Јевреји у Србији побијени од стране нациста у нацистичким логорима.  Историчар Томашевић такође истиче да су проусташки писци покушавали да оправдају Јасеновац и друге усташке злочине преувеличавањем хрватских жртава за време Краљевине Југославије, чак и до 60.000 наводних жртава, упркос чињеници да ниједан од њих није пружио никакве доказе чак ни за неколико стотина хрватских жртава, а камоли за хиљаде или десетине хиљада. 

#### Фрањо Туђман
У својој књизи Беспућа повијесне збиљности из 1989. године, Туђман је смањио број жртава Јасеновца на 30-40 хиљада,  не објашњавајући како је дошао до ових бројки.  Поврх тога, он је далеко највише умањивао српске жртве, тврдећи да међу жртвама има „углавном Цигана, па Јевреја и Срба“, дакле Србе ставља тек на треће место, иако сви веродостојни извори наводе да су Срби били убедљиво најбројније жртве.  Књига наилази на гласне критике широм света, не само због умањивања значаја жртава, већ и због покушаја да се умањи кривица усташких убица.  Тако је Туђман тврдио да су управу логора Јасеновац у потпуности сачињавали Јевреји, који су били криви за крађу злата и других драгоцености, те да су усташе због тога погубили Јевреје.  Поред тога, Туђман је тврдио да су процене о 6 милиона јеврејских жртава холокауста у Европи биле далеко преувеличане, да су Јевреји измислили етничко чишћење и изнео друге оптужбе на рачун Јевреја.  Историчар Макдоналд пише „Оно што је произашло из Туђмановог екстремног моралног релативизма била је суштинска безначајност Јасеновца и заиста Холокауста у светској историји. 
Упркос универзалној осуди, Туђман је наставио да се бави ревизионистичким плановима.  Будући да је умањио значај Холокауста и значај Јасеновца, Туђман се залагао за претварање Јасеновца у спомен парк 'за све хрватске жртве рата', уз одредбу да се у Јасеновцу сахрањују и 'жртве комунизма' и 'жртве фашизма', једни уз друге, а међу њима чак и Анте Павелић.  Ово је изазвало буру критика широм света. Чланови америчког Конгреса упутили су Туђману отворено писмо у којем су изразили „дубоку забринутост” због најаве Републике Хрватске да ће преместити кости „хрватских војника који су учествовали у ратним злочинима над Јеврејима у Другом светском рату „ до спомен-подручја Јасеновац „где су сахрањене јеврејске жртве холокауста. Овакав корак је морална увреда сећања на оне који су преживели Холокауст и опасна порука будућим генерацијама, па вас молимо да преиспитате намере ваше Владе у Јасеновцу“.  Писмо су закључили напоменом да "будућност Хрватске не може бити добра са моралним слепилом или равнодушним приступом према прошлости". Због великог притиска међународних јеврејских удружења и унутрашње дипломатске претње Американаца да Хрватска неће ући у Савет Европе ако се њено руководство настави поигравати око Јасеновца, Туђман је одустао од те идеје. 
У својој књизи „Национално питање у савременој Европи“, објављеној 1982. године Фрањо Туђман наводи податке о 59.639 убијених у логорима на подручју бивше СР Хрватске, додајући да је у свим логорима живот изгубило 3 до 4 пута више људи са подручја НДХ, односно 180.000 до 240.000 људи. Туђман је те тврдње засновао на демографским прорачунима који су се делом ослањали на пописима становништва, а делом на необјављеном југословенском списку страдалих на антифашистичкој страни, који је састављен 1964. године ради тражења ратне одштете од Немачке. Туђман је у својим књигама користио податке из 1964. без навођења извора, јер их је било забрањено користити, а први пут је јавно изнео процене на свом суђењу 1981. године.  У свом научном раду из 2019. године А. Бенчић истиче да је др. Фрањо Туђман, као историчар, покушао је да пише о Јасеновцу почетком осамдесетих година 20. века, а његов покушај да изнесе другачије податке заснивао се на званичном југословенском попису жртава из 1964. године (који остају под ембаргом до краја комунистичке владавине) резултирало је да је Туђман осуђен на три године затвора.  Историчар Јозо Томашевић такође пише да су Туђманове бројке непоуздане: „Зато што Туђман није дао никакво статистичко објашњење за своје бројке, зато се чини да је свесно погрешно протумачио податке из истраживања из 1964. и зато што се његове процене толико разликују од оних које су изнели други научника на терену, они могу бити са сигурношћу одбачене." 
М. Соболевски, у погледу на податке, односно аргументе које је Фрањо Туђман користио у својој књизи „Беспућа повијесне збиљности“ објављеној у Загребу 1989. године, указује да је Туђман, у својству тадашњег директора Института за историју Хрватског радничког покрета, успео да добије претходне резултате Југословенског списка жртава за територију Хрватске из Републичког завода за статистику РХ 1965. године. Права преокупација Туђманове књиге била је да говори о стварању и одржавању о јасеновачком миту – где се број жртава логора Јасеновац вишеструко увећао – као „доказ геноцидности хрватског народа“.  За убијене у самом Јасеновцу, Туђман је касније тврдио да их је било 30.000 – 40.000. жртава (1989. у Гласу Концила),  на шта му је приговорио Иво Голдштајн у својој књизи „Јасеновац” рекавши да приликом писања својих књига из 1980-их није изнео никакве доказе за такву тврдњу, те да је „без аргумената“ број жртава из реда Срба је по бројности ставио иза Рома и Јевреја. 
Ипак, Туђман није негирао природу злочина, па у својој књизи „Велике идеје и мали народи” пише: „Међутим, без обзира на митско умножавање жртава Јасеновца  – злочин се догодио. Ужасан и голен. И по својим димензијама и по начину реализације. Имао је и геноцидна обележја. Историјска је чињеница да је усташки режим НДХ, у реализацији својих планова смањења 'непријатељског српско-православног становништва у хрватским земљама', починио велики геноцидни злочин над Србима, а релативно већи над Ромима и Јеврејима, у спровођењу нацистичке расне политике“. 
Предметом мита о Јасеновцу бавио се и Туђманов млађи сарадник Бруно Бушић, који је анализирао податке из поименичног списка жртава из 1964. године (где су наведене само жртве на „антифашистичкој“ страни, а потпуно занемарујући све погинуле војнике и цивиле на „непријатељској“ страни) и у Хрватској и у Босни и Херцеговини број убијених од стране „партизана“ био је већи од броја оних који су убили силе Осовине; и лако се могло уочити да су бројеви наводно убијених у Јасеновцу коришћени у комунистичкој пропаганди знатно већи од укупног броја убијених „на антифашистичкој страни“ на територији НДХ. 

#### Порицање праве природе логора од стране хрватских аутора
Историчар Владимир Гајгер пише да се од почетка 2000-их „појављују појединци и групе који упорно заступају свој осебујан маниристички поглед на НДХ и логор Јасеновац и инсистирају да број жртава логора Јасеновац не може бити већи од четири цифре. Најсистематичније порицање и (или) значајније омаловажавање усташких злочина почињених у логору Јасеновац првенствено је заступљено у јавним иступима и писмима историчара и историчара-аматера Младена Ивезића, Владимира Мркоција, Владимира Хорвата, Стипе Пилића, Бланке Матковић, Игора. Вукић, Јосипа Печарић, Стјепана Разум и Романа Лељак“. 
Хрватски новинар, публициста и истраживач Игор Вукић, који је и сам српског порекла и чија је породица прошла кроз логор Јасеновац, тврди да у Јасеновцу није било масовних убистава.  За разлику од Вукића, историчар Хутинец пише да је Вукићев темељни метод да се Јасеновац прикаже у што бољем светлу заправо крајње селективан одабир извора.  Тако Вукић цитира логораша Милка Рифера о јасеновачком оркестру, али прећуткује читава поглавља у којима Рифер описује своје запажање убијања 1.500 људи у једном дану, бруталног истребљења десетина хиљада, геноцида над Ромима, и чињеница да су усташе на крају убиле чак 20 од 21 члана те логорске оркестарске дружине.  Поводом Вукићеве тврдње да је већина Јевреја са подручја НДХ истребљена у Немачкој, историчари Томашевић и Голдштајн наводе да је НДХ вршила рације и плаћала нацистима да одвозе Јевреје у немачке логоре. Тако је документовано да је укупно 6.200 Јевреја послато у Немачку,   док се верује да су огромну већину од преосталих 30.000 укупних јеврејских жртава истребиле усташе у усташким логорима. На пример, Олга Хебранг је сведочила да су усташе само из њене породице убиле 55 Јевреја, а све Јевреје из њеног родног Пакраца одвели у Јасеновац, где су убили већину њих, укључујући њеног оца, првог мужа и 9-годишњег сина.  Вукићевим тврдњама супротстављају се извештаји нацистичких обавештајних служби, које су Јасеновац окарактерисале као масовни логор смрти, са преко 100.000 жртава,  а Жерјавићево демографско истраживање показује да су Срби у време владавине НДХ претрпели далеко највише жртава – умрло их је чак 322.000 или сваки шести Србин у НДХ. У одговору на Вукићеве тврдње о „акцији збрињавања“ козарачке деце, историчар Наташа Матаушић наводи да су усташе, након што су 68.000 српских цивила са Козаре одвели у логоре, убили њихове родитеље или их одвојили од деце, а родитеље послали у робовски рад у Немачкој, не само што нису адекватно збринули тако створену "ратну сирочад", већ логор у Сиску назива концентрационим логором за децу. Аутор наводи да је 74% деце, односно чак 1.700 њих умрло у дечијем логору у Сиску, док је истовремено 419 деце или њих 17% умрло у Јастребарском.  И немачки генерал фон Хорстенау је са ужасом описао своје посматрање мртве и умируће деце у логору Сисак.  Диана Будисављевић наводи да је првог дана већина деце у Старој Градишки умрла пред њеним очима, а некима су и црева висила из ануса, због јаке дијареје.
Историчар Стјепан Разум, који је један од оснивача „Друштва за истраживање тројног логора Јасеновац“, које се финансира донацијама истомишљеника,  највише хвали радове аутора који оспоравају карактер и број жртава Јасеновца.  Владимир Гајгер пише да је основни Разумов метод да све „што се не уклапа у његове ставове и сазнања неоптерећено чињеницама“ проглашава за „антихрватска дела“. Наводи и да је Разум до својих знатно смањених процена јасеновачке жртве дошао тако што је „без размишљања веровао у измишљотине Романа Лељака“. 
Младен Ивезић, који је 2003. године објавио књигу „Сабирни и радни логор Јасеновац (1. том: Јасеновац – бројке)”, а 2014. године књигу „Титов Јасеновац”, сматра да на основу доказа које је одлучио да сматра веродостојним да је у Јасеновцу највероватније било око 1.000 мртвих и убијених, али он дозвољава могућност да је било и до 5.000 жртава. Углавном се бави тражењем недоследности у изворима о Јасеновцу.  Али Владимир Гајгер наводи да је Ивезић „посебан случај међу хрватским истраживачима и „клеветницима” жртава логора Јасеновац”, чији су радови преоптерећени екстремним хрватским национализмом и нескривеним антисемитизмом. 
Владимир Мркоци и Владимир Хорват у својој књизи „Огољела лаж логора Јасеновац“ из 2008. године тврде да је Јасеновац првобитно настао као радни логор, да се закључци о Јасеновцу заснивају на „перцепцији“ самог логора, а да за масовна убиства нема доказа у логору Јасеновац. Аутори износе процене да су најбројнији логораши били Хрвати који су били противници усташког режима. 

### Други контроверзни аутори
Владимир Гајгер пише 2020. да је питање кредибилитета Поименичне листе ЈУСП Јасеновац међу ауторима предмет политичких спорова, при чему аутори заузимају непријатељске ставове једни према другима, што значајно отежава научно утврђивање истине. Истовремено, примећује Гајгер, неки српски аутори, којима се придружио и израелски писац Гидеон Грајф, још једном промовишу демографски немогуће бројке мртвих које је некада ширила југословенска пропаганда - Гидеон Грајф хрватског историчара јеврејског порекла, Ива Голдштајна, који се залаже за коришћење и даље допуњавање података са Поименичног списка жртава, назива  „ревизионистом“. 
Контроверзни публициста Роман Лељак, који је у Словенији осуђен на затворску казну због малверзација, објавио је 2018. године књигу у којој тврди да су, на основу документа који је пронашао у Војном архиву у Београду, у Јасеновцу страдале само 1.654 жртве. Историчар Владимир Гајгер пише да Лељак успешно „продаје маглу“ пре свега Хрватском тједнику и Гласу концила „и да посебно место заузимају његови прецизно измишљени бројеви јасеновачких логораша и жртава логора Јасеновац... Лељак у књизи доноси само два документа, један из Националне комисије, у коме се наводи 576 лица, и документ чији је креатор непознат, а који наводи 1.078 људи, и то само жене (што укупно износи 1.654) и које он проглашава за „списак жртава логора Јасеновац. Упућенима је јасно да се не ради о неким посебним документима из Београда који би донели укупан број јасеновачких жртава, како је Лељак месецима сензационално најављивао Хрватима жељним 'истине'”. 
У коментару у израелском „The Jerusalem Post” из августа 2021. године, аутор Дејвид Голдман, аустралијски слободни новинар и аутор портала „Thegoldmanreport.org”, који се бави холокаустом и нацистичким злочинима,  критиковао је хрватско-јеврејског историчара Ива Голдштајна и управу меморијалног центра „Јад Вашем“ у вези са истраживањима у вези са Јасеновцем.  Поводом текста Дејвида Голдмана, реаговао је и београдски Музеј жртава геноцида, који је у тексту који потписује српски историчар Дејан Ристић тврдње Дејвида Голдмана назвао „смешним, псеудонаучним, антицивилизацијским и срамотним“.  У реаговању  Дејан Ристић пише да је број ексхумираних жртава у логорима јасеновачког система додуше знатно мањи од каснијих процена, али да је пописивањем касније утврђен већи број жртава; истовремено тврди да у Београду не постоје документи релевантни за истраживање Јасеновца, који већ нису објављени. Убрзо је на страницама „The Jerusalem Post“ Иво Голдштајн одговорио на оптужбу Дејвида Голдмана, указујући да савесно сарађује на утврђивању броја жртава КЛ Јасеновац, где је до тада утврђено 83.145 имена жртава, од којих је 48.217 Срба, 16.164 Рома, 13.143 Јевреја и 4.281 Хрвата; и да Голдман једноставно преноси мишљење Стјепана Разума и неких других хрватских аутора који нетачно тврде да нема доказа да је Јасеновац био нешто више од радног и транзитног логора.  Редакција „The Jerusalem Post” кратко је саопштила да сматра погрешним своје објављивање текста Дејвида Голдмана. 

### Дискусије око поименичних пописа
У новије време неки аутори износе податке о броју жртава логора, који су далеко мањи од оних које наводи ЈУ Спомен-подручје Јасеновац. Тако су 2017. године историчари Никола Банић и Младен Коић довели у питање тачност Поименичног списка јасеновачких жртава који води ЈУСП Јасеновац, а за који тврде да садржи велики број података о жртвама страдалим у другим логорима, на пример говоре о неколико стотина мртвих који се налазе на списковима страдалих у логору Бухенвалд, у Аушвицу и другим немачким логорима, али који се у Поименичном списку јасеновачког ЈУСП-а помињу као жртве Јасеновца (Банић и Којић ова имена не објављују у свом чланку). Тврде и да су на списку неке особе за које је наводно познато да су преживеле рат, али та имена још увек нису позната. 
Остали историчари наводе да су грешке разумљиве у оваквим масовним списковима, насталим на основу деценијама прикупљаних података на разне начине и са разних страна (Југославија, Израел, Пољска, Аустрија, Хрватска, Србија) и то, да на списковима имена недостају многе жртве. Тако Горан Хутинец пише да су највише изостављени Роми, а посебно ромска деца, који су због скоро поптуног уништења ромске заједнице остали непописани. (Листа ЈУСП садржи 16.000 ромских имена, док многи западни историчари процењују 25.000 до 27.000 ромских жртава).  Непотпуни се сматрају и спискови са именима депортованих у нацистичке логоре – познато је, на пример, да доступни спискови имена логора Аушвиц садрже само око 200.000 имена, док се званичне процене броја жртава крећу од преко милион жртава тог логора.  Из тог разлога се претпоставља да међу Јеврејима 90% од укупног броја процењених жртава није на поименичним списковима.  Наиме, јеврејске жртве су углавном процењиване према броју вагона које су нацисти слали у Аушвиц и друге логоре, а ослањајући се на демографске податке о смањењу јеврејске популације у земљама из којих су ови вагони са Јеврејима слати. 
Математичари Никола Банић и Невен Елезовић ће 2021. године објавити статистичку анализу поименичног списка јасеновачких жртава коју је објавио Меморијални музеј холокауста Сједињених Држава. , и утврдио да је међу наведеним жртвама повећан број оних чије се године рођења завршавају цифрама „0“, „2“ и „5“. Конкретно, број жртава за које се наводи да су рођене 1900. године је отприлике три пута већи од очекиваног. У том раду Банић и Елезовић не износе никакве закључке о разлозима одступања података од демографски очекиваних.  Након објављивања чланка у часопису инжењера електротехнике и електронике, IEEE Xplore, огласила се група научника предвођена историчарима Јеленом Ђуреиновић и Ивом Голдштајном, наводећи да Банић и Елезовић „потпуно игноришу историјски контекст настанка лист“, на пример чињеница да су усташке власти систематски уништавале јасеновачке архиве. Неслагања са годинама рођења пописаних јасеновачких жртава могу се приписати чињеници да су подаци прикупљани током пуне 72 године, тако да подаци о години рођења нису увек тачни, тим пре што су страдале читаве породице и села.  Амерички научник Мелкиор Орник то илуструје пољским списком из истог Музеја холокауста, тј. списком жртава нацистичког логора у Лођу, где се за више од половине жртава наводи да су рођени 1900. године.  Банић и Елезовић не спомињу наведено далеко веће одступање од демографских очекивања, са друге стране Орник не сматра да је овај списак фалсификован, већ је једноставно реч о другачијим процедурама прикупљања података.  У истом часопису IEEE Xplore Орник је објавио чланак у којем оцењује да је математички метод Банића и Елезовића исправан, али да спискови које користи Меморијални музеј Холокауста Сједињених Држава нису у складу са претпоставкама њихове методе. На списку који су представили Банић и Елезовић примећују се грешке које Орник приписује њиховом раду, а не листи. 

## Приче о послератном логору у Јасеновцу
Након распада социјалистичке Југославије, са могућом намером изједначавања или релативизације кривице, говорило се о послератном логору комунистичких власти у Јасеновцу. Према неким тврдњама, у тај логор је доведено и убијено на хиљаде заробљених припадника ХОС-а и немачког Вермахта.  Други, међу којима је и Фрањо Туђман, тврде да су након рата у Јасеновцу убијени бројни припадници усташких јединица који су заробљени на Блајбургу. 
Хипотезе о „послератном Јасеновцу“ износе ревизионисти попут Стјепана Разума и Младена Ивезића, који је чак написао и књигу на тему „Титов Јасеновац“. За Разумове тврдње да је „немерљиво већи број погинулих у масакру у Јасеновцу него у ратном логору“, Гајгер пише да за такве тврдње  „једноставно нема веродостојних доказа“.  Исте ставове заступају и остали ревизионисти попут Владимира Мркоција и Владимира Хорвата, који такође сматрају да је након завршетка Другог светског рата Јасеновац је био југословенски логор, где су комунистичке власти извршавале масовна убиства. 
Славко Голдштајн у својој књизи из 2016. године наводи да је у околини Јасеновца од лета 1945. до средине 1947. године постојао издвојени део заробљеничког логора Викторовац (главни део био је у Сиску), у коме су били заточени припадници Оружане снаге НДХ, који су учествовали у чишћењу остатака усташког логора и обнови Јасеновца; међутим, наводи да су некадашњи логор смрти уништиле усташке снаге које су се повлачиле у априлу 1945. године. 
Спомен-подручје Јасеновац (ЈУСП) наводи резултате истраживања о послератном Јасеновцу.  Они пишу да у Хрватском државном архиву нису пронађени документи о томе да је на простору некадашњег усташког логора након рата постојао логор. У ЈУСП се чува око 20 опширних аудио и писаних изјава мештана, званичника власти и ратних заробљеника. Сви наводе да су зграде бившег усташког логора биле у толико трошном стању да нису могле да се користе за смештај. У Јасеновцу су били смештени ратни заробљеници (Немци, припадници оружаних снага НДХ, четници и словеначки војници) који су довођени на посао, а радили су на прикупљању грађевинског материјала из логора и на обнови у околини.

## Манипулације фотографијама
Јавна установа Спомен-подручје Јасеновац објавила је 2008. године Фотомонографију ауторке Наташе Матаушић, са великим бројем оригиналних фотографија из концентрационог логора Јасеновац, али и са непоузданим сликама снимљеним на другим мјестима, које су коришћене у разним приликама и више пута са тврди да постоје слике злочина из Јасеновца. На пример, фотографије бруталног убиства двојице словеначких партизана које су починили немачки војници приписиване су усташама у Јасеновцу; као и слике групе погинулих усташа и цивила извучене из Саве у Сиску маја 1945. године. 
У фебруару и марту 2009. године, часопис Глас Концила објавио је серију од 7 чланака Томислава Вуковића, у којима аутор такође тврди да су у деценијама после Другог светског рата коришћене многе фотографије које се не могу довести у везу са Јасеновцем, како би се њима, у недостатку правих документарних слика, покушала доказати страхота злочина у Јасеновцу. 